# Shahrestān-e Esfarāyen
Shahrestān-e Esfarāyen (persiska: شهرستان اسفراين, اسفراين) är en shahrestan, delprovins, i Iran.   Den ligger i provinsen Nordkhorasan, i den nordöstra delen av landet, 600 km öster om huvudstaden Teheran.
Delprovinsen hade 120 513 invånare 2016.